# Kurze literarische Enzyklopädie
Kratkaja literaturnaja enziklopedija (russisch Краткая литературная энциклопедия, wiss. Transliteration Kratkaja literaturnaja ėnciklopedija, Abk. КЛЭ / KLE; „Kurze literarische Enzyklopädie“) ist ein russischsprachiges Literaturlexikon (Personen und Sachbegriffe), das von dem Verlag der Sowjetischen Enzyklopädie in den Jahren von 1962 bis 1978 in der Sowjetunion  veröffentlicht wurde. Sie gilt als die sowjetische Literaturenzyklopädie.

## Kurzbeschreibung
Die acht Hauptbände wurden zwischen 1962 und 1975 veröffentlicht, der neunte Band 1978. Das Werk gilt – abgesehen von den offenkundigen zeitbedingten ideologischen Einschränkungen – als Standardwerk, vergleichbar Kindlers Literatur Lexikon im deutschen Sprachraum. Zunächst war nur die Veröffentlichung von drei Bänden geplant. Alexei Surkow war seit 1962 der Hauptherausgeber der Enzyklopädie. Sie enthält über zwölftausend Artikel (zu Schriftstellern, Zeitschriften, literarischen Fachbegriffen, Trends, Literaturgruppen, Literaturkritik und Presse usw.). Der alphabetische Index enthält ca. 35.000 Namen, Titel und Begriffe.
Chefredakteur war Alexej Surkow, Chefredakteur des Schriftstellerverbandes der UdSSR, die Veröffentlichung übernahm der stellvertretende Chefredakteur Wladimir Schdanow und ab 1969 dessen Nachfolger A. F. Jermakow.
Die Redaktion bestand im Laufe der Jahre aus Alexander Anikst, Wiktor Winogradow, Nikolai Gudsij, Dmitri Lichatschow, Leonid Timofejew, Julian Oksman und anderen. Unter den Autoren waren Sergei Awerinzew, Arkadi Belinkow, Abram Belkin, Michail Gasparow, Leonid Grossman, Jeleasar Meletinskij, Oleg Michailow, Irina Rodnjanskaja und viele andere.
Der Autor John Glad merkt zu dem Werk an: „Für den Spezialisten für russische Literatur ist dies zweifellos das grundlegendste und wichtigste Nachschlagewerk der Sowjetunion.“ Trotz ihrer Mängel bewerten die Autoren Barry Lewis und Michael Ulman sie als „eine Leistung, die mit den besten westlichen Produktionen ihrer Art vergleichbar ist.“
Im Vorwort zum ersten Band heißt es, dass die Enzyklopädie als kurze Enzyklopädie bezeichnet wird, da „es sich nicht um eine erschöpfende Sammlung literarischer Kenntnisse handelt“ und die Schaffung einer grundlegenden literarischen Enzyklopädie „eine Frage der Zukunft“ sei, die vollständigere literarische Enzyklopädie wurde jedoch nicht veröffentlicht.

## Aufteilung der Bände
Band 1. Aarne – Gawrilow. 1962. 1088 S.
Band 2. Gawriljuk – Sjulfigar Schirwani. 1964. 1056 S.
Band 3. Iakow – Laksness. 1966. 976 S.
Band 4. Lakschin – Muranowo. 1967. 1024 S.
Band 5. Murari – Pripew. 1968. 976 S.
Band 6. Priskaska – «Sowetskaja Rossija». 1971. 1040 S.
Band 7. «Sowetskaja Ukraina» – Fliaki. 1972. 1008 S.
Band 8. Flober (Flaubert) – Jaschpal. 1975. 1136 S.
Band 9 (optional, Nachträge). 1978. 970 S. Der letzte Band konzentriert sich hauptsächlich auf die literarischen Phänomene der Jahre 1960–1970. Mit einem Index zur gesamten Enzyklopädie.
Der neunte Band ist berühmt dafür, dass er Schriftsteller enthielt, die bisher aus ideologischen Gründen ausgeschlossen waren, insbesondere Vertreter nichtrealistischer Strömungen in der sowjetischen Literatur (Konstantin Waginow, Alexander Wwedenski) und der ersten Auswanderung (Georgi Adamowitsch, Don-Aminado, Nikolai Jewreinow).
Der Index enthält nicht die Namen der Emigranten der 1970er Jahre, auch nicht diejenigen, denen in den vorhergehenden Bänden der Enzyklopädie gesonderte Artikel gewidmet sind (Alexander Galitsch, Wladimir Maximow, Wiktor Nekrassow).
Keine Aufnahme fanden beispielsweise die Schriftsteller Anatoli  Rybakow und Alexander Solschenizyn oder die 1965 von Wladimir Aleinikow und Leonid Gubanow gegründete Vereinigung junger Dichter, Schriftsteller und bildender Künstler namens SMOG (СМОГ).
Der Slawist Victor Terras (1921–2006) merkt in seinem Vorwort zu dem von ihm herausgegebenen englischsprachigen Handbuch der russischen Literatur an, dass es Einträge, denen bereits im KLE eine größere Aufmerksamkeit gewidmet worden sind, nur flüchtig behandelt oder ganz weglässt, während es dem darin außer Betracht gelassenen Material größere Aufmerksamkeit widmet.

## Redaktion
Folgende Persönlichkeiten werden am Anfang des ersten Bandes (1962) aufgelistet:
Chefredakteur: A. A. Surkow
Mitglieder des Redaktionsrates (siehe auch die einzelnen Personenartikel in der russischsprachigen Wikipedia):
Ch. Sch. Abdussamatow
A. A. Anikst
I. S. Braginskij
W. W. Winogradow
P. F. Glebka
A. P. Grigulis
N. K. Gudsij
Mamed Arif Dadasch-Sade
A. G. Dementjew
W. D. Schgenti
W. W. Schdanow (stellvertretender Chefredakteur, Initiator und eigentlicher Projektleiter)
M. Karatajew
A. Kekilow
K. P. Korsakas
W. N. Kuteischtschikowa
A. P. Lupan
N. A. Massumi
T. L. Motyljowa
S. R. Nikolski
Ju. G. Oksman
E. Ja. Sygel
L. I. Timofejew
A. Tokombajew
E. S. Toptschjan
N. S. Schamota

## Verschiedenes
Die Inhalte des Online-Projektes unter der Website feb-web.ru sind nicht vollständig mit denen der gedruckten KLE identisch.